# Okahao
Okahao è un centro abitato della Namibia, situato nella Regione di Omusati, nel nord del Paese africano.